# Ferrocarrils Econòmics
 Ferrocarrils Econòmics (FESA) era una companyia ferroviària que es va constituir per promoure la línia Tortosa - la Cava, també coneguda com a Lo Carrilet de la Cava o Carrilet del Delta de l'Ebre, d'ample mètric que va unir Tortosa i la Cava i altres poblacions del Delta de l'Ebre entre els anys 1926 i 1967.

## Història
Ferrocarrils Econòmics, finançada pel Banc de Tortosa, es va constituir el 1924 i la concessió del ferrocarril li va ser aprovada per les Corts el 23 d'octubre de l'any 1924, amb l'objectiu de transportar l'arròs que es conreava al delta fins a la capital del Baix Ebre.
L'11 d'agost de l'any 1926 va inaugurar el primer tram de la línia entre Tortosa i Amposa i el 1927 s'enllestí la perllongació fins a la Cava, amb un recorregut total de 27 quilòmetres. FESA va adquirir part del material rodant inicial (deu vagons de passatgers i dues màquines) a la Companyia de Tramvies i Ferrocarrils de Valància.
Amb rapidesa, el tren reemplaçà les barques que pujaven l'arròs del Delta fins a Tortosa i precipità la fi del vaporet Anita que, des del 1915, feia la línia del riu. Als anys 30, la línia funcionava a ple rendiment, i la companyia fins i tot va haver de comprar més màquines i cotxes per poder abastar tota la demanda, tant de passatgers com de mercaderies; va arribar un moment en què no hi havia prou maquinària per satisfer el transport.

### Declivi de l'empresa
Durant la Guerra Civil la línia fou col·lectivitzada per la CNT i la UGT. Acabada aquesta, calgueren uns deu anys de reparacions per assolir el nivell de servei prebèlic. Passat un ressorgiment inicial de la demanda, als anys 50 la competència del transport per carretera inicià el declivi de la companyia.
La interrupció de les subvencions de l'Estat el 1963 precipità que FESA renunciés a la concessió i que aquesta fos traspassada a l'empresa estatal Feve l'1 de març del 1964, tancant el carrilet quatre anys més tard. Del material rodant només se'n salvà una locomotora de vapor, del 1890, que des del 1968 s'exposa com a monument al parc Teodor González de Tortosa i l'automotor Billard que passà a una línia de via estreta de València.